# Szemirámisz (keresztnév)
A Szemirámisz görög eredetű női név, ami valószínűleg a perzsa Szammurámat névből származik, aminek a jelentése: mulattató, szórakoztató.

## Rokon nevek
- Szemira:[1] a Szemirámisz olasz változatának, a Semiramide női névnek a rövidülése.[2]

## Gyakorisága
Az 1990-es években a Szemirámisz és a Szemira szórványos név, a 2000-es években nem szerepelnek a 100 leggyakoribb női név között.

## Névnapok
Szemirámisz, Szemira
- április 22.[2]
- június 1.[2]

## Híres Szemirámiszok, Szemirák
- Szemirámisz (Sammuramat): Asszíria királynője